# Sophia van Sante
Sophia Maria Christina van Sante (Zaandam, 11 augustus 1925 – Amsterdam, 9 december 2007) was een Nederlandse alt en mezzosopraan.
Het zag er niet naar uit dat ze zangeres zou worden; er was geen geld voor een dergelijke opleiding. Ze ging na de MULO op kantoor werken; haar persoonskaart in de gemeente Amsterdam, waar ze vanaf 1941 woonde vermeldt kantoorbediende. Eerste serieuze zanglessen volgden vanaf haar 25e bij To van der Sluys, die haar aanraadde verder te kijken. Zo volgden opleidingen aan het Amsterdams Muzieklyceum en het Conservatorium van Amsterdam (operaklas) van Anna El-Tour en Ruth Horna. Ze kon met staatsexamen theorie en zangdiploma onder begeleiding van Gré Brouwenstijn stage lopen in de Bayreuther Festspiele, het is dan 1956. Ze sloot zich in datzelfde jaar aan bij het Nederlands Kamerkoor van Felix de Nobel, met hem had ze ook haar eerste eigen recital in de kleine zaal van het Concertgebouw. Met het gezelschap maakte ze een tournee door de Verenigde Staten en Canada. Door steun van een studiebeurs kon ze in 1959 enige tijd studeren bij Napoleone Annovazzi en Marietta Amstad. In 1960 sloot ze zich aan bij de Nederlandse Operastichting. Ze had een lichte specialisatie in het moderne repertoire; zo zong ze in werk van Alban Berg, Arnold Schönberg, Luigi Dallapiccola, Igor Stravinsky en Ton de Leeuw. In die loopbaan zong ze onder leiding van gerenommeerde dirigenten; de Algemene muziek encyclopedie noemt Bernard Haitink, Bruno Maderna, Pierre Boulez, Ernest Bour, Mario Rossi, Antal Dorati, Eugen Jochum, Erich Leinsdorf en Leopold Stokowski. Ze stond tussen 1963 en 1975 39 keer op het podium met het Concertgebouworkest.

Ze gaf les aan het Haags Conservatorium. Ook gaf ze privéles en dat gaf zoveel werk dat ze in 1982 haar laatste rol zong bij de Opera, het geven van concerten eindigde in 1985. Bij het lesgeven benadrukte ze dat 
Het geheim van de stem is niet de keel van de geest

## Privé
Ze was dochter van architect Simon Bernardus van Sante (timmermanszoon) en Maria Sophia Christina Willenborg (slagersdochter), in Zaandam en omstreken bekend van liefdadigheidswerk voor de Sint Elisabeths-Vereniging; ze was er president. Ze was sinds 1953 draagster van het erekruis Pro Ecclesia et Pontifice.. Beiden waren amateurmusici, maar vader overleed al in 1936. Ze bleef ongehuwd, maar had een langdurige relatie (levenskameraad, vriend en raadsman) met muziekdocent en muziekcriticus Henk Muller. 